# Venus Cal·lipígia

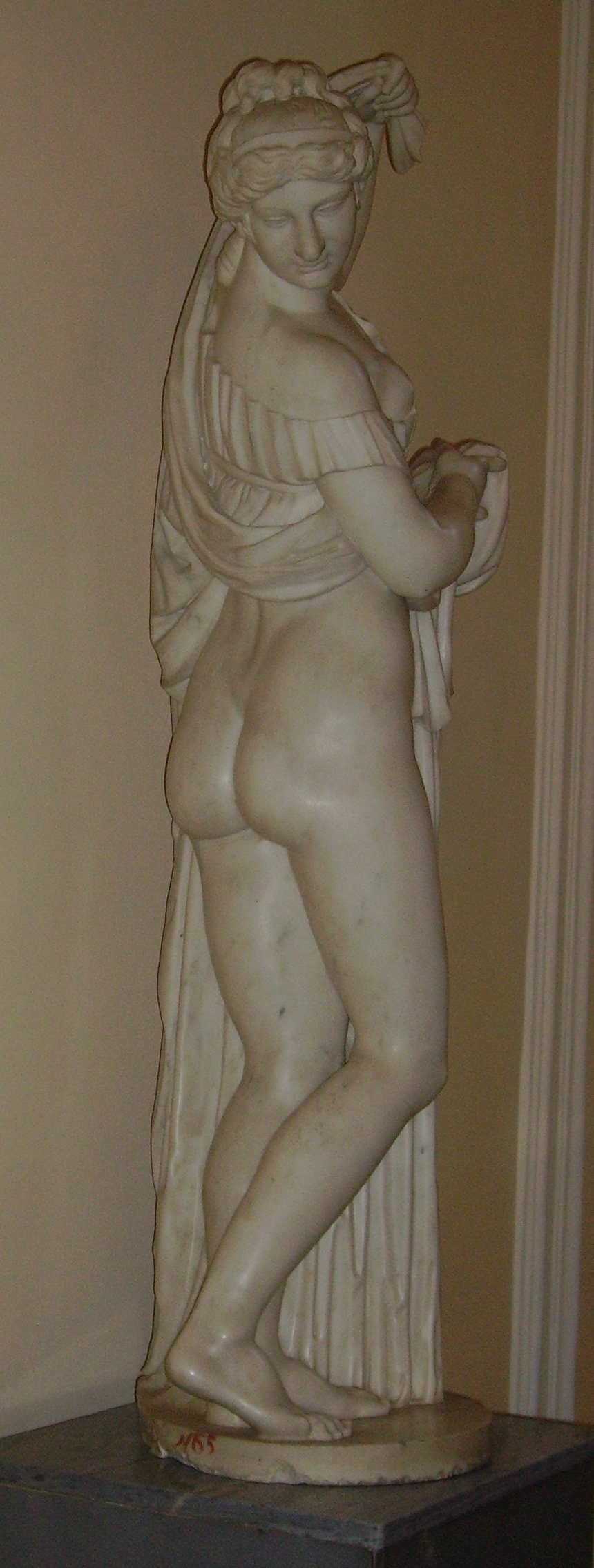
Estàtua d'Afrodita Cal·lipígia al Museu de l'Ermitage.

La Venus Cal·lipígia (en grec antic Ἀφροδίτη Καλλίπυγος Aphrodite Kallipygos, ‘Afrodita de Belles Natges') és un tipus d'estàtua femenina nua de l'època hel·lenística. Representa una dona parcialment coberta, aixecant-se el lleuger peple per descobrir els seus malucs i natges, i que mira enrere i avall sobre la seva espatlla, potser per avaluar-les.

## Identificació
Als segles xviii i xix, es va creure que l'estàtua il·lustrava una història de l'antiguitat clàssica en la qual dues noies de Siracusa intentaven decidir quin d'elles tenia les natges més belles. La història va ser recollida per Ateneu en els Deipnosofistes com segueix:
| «                                     | La gent d'aquella època estava tan aferrada als seus plaers sensuals que fins i tot van arribar tan lluny com a dedicar un temple a l'Afrodita de Belles Natges, per la següent raó: Hi havia una vegada un pagès que tenia dues belles filles. Un dia aquestes noies, enredades en una disputa sobre quin tenia un cul més bell van sortir al carrer. I per casualitat passava per allí un jove, el fill d'un vell ric. Les noies se li van mostrar, i quan les va veure va votar a favor de la major. I, de fet, enamorant-se d'ella, quan va tornar a la ciutat la va portar al seu llit i li va explicar al seu germà menor tot el que havia passat. I el germà menor també va anar al camp i va veure les noies, i es va enamorar de l'altra filla. I així, quan el pare dels joves va intentar fer que es casessin amb algú de classe elevada, no va poder persuadir-los, per la qual cosa es va emportar les filles del camp, amb el permís del pare d'elles, i les va casar amb els fills. I així aquestes noies van ser anomenades les de belles natges pels ciutadans, com Cèrcides de Megalòpolis diu en els seus versos iàmbics: «Hi havia un parell de noies de belles natges a Siracusa.» I aquestes noies, quan es van fer riques i famoses, van construir un temple de Afrodita i van anomenar la deessa la de Belles Natges, com Arquelau de Quersonès ens explica en els seus versos iàmbics. | » |
| — Ateneu, Deipnosofistes xii.554 c-e. | |   |

El fet que hi hagués un culte religiós a Afrodita Cal·lipígia a Siracusa també és esmentat per l'autor cristià Climent d'Alexandria en una llista de manifestacions eròtiques de la religió pagana. Clement cita el poeta Nicandre de Colofó, i també generosament el terme alternatiu (kalligloutos, ‘de bell darrere’) que aquest va usar.

## Exemples antics

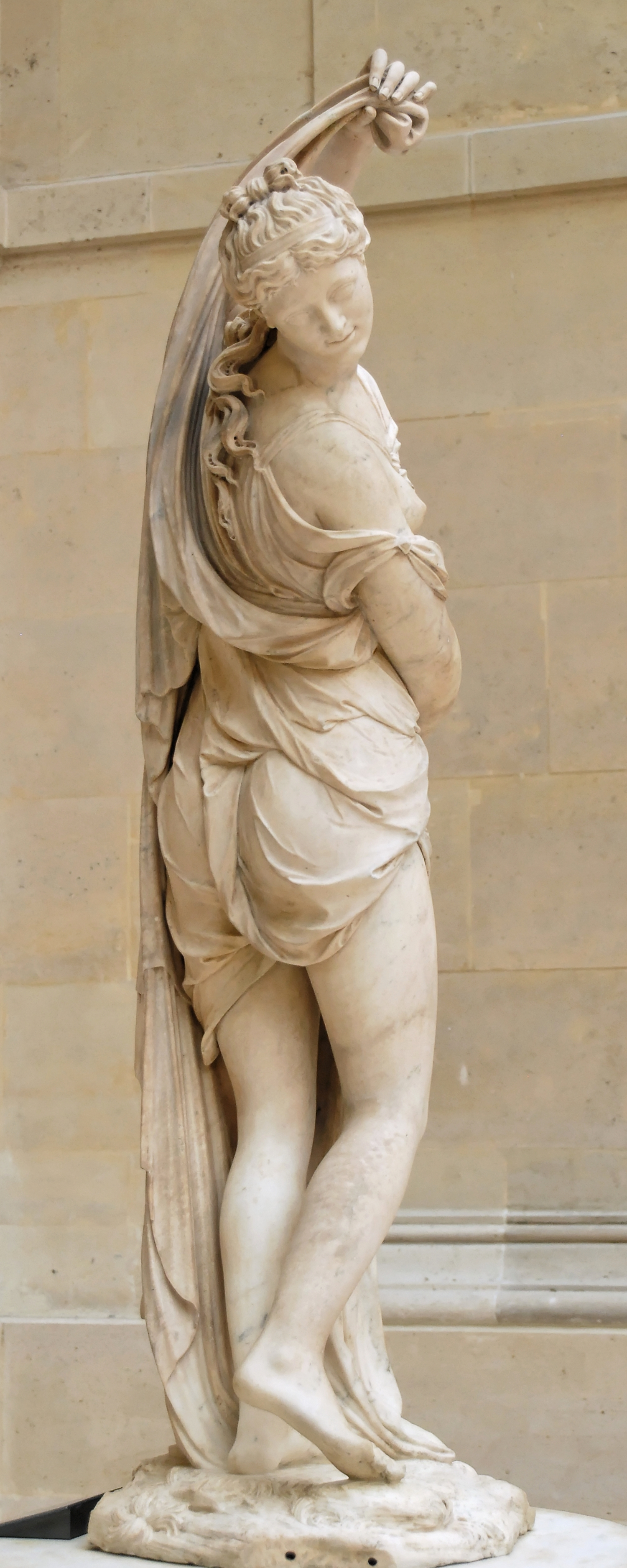
Venus Calipigia, per François Barois, 1683–86 (Museu del Louvre).

L'exemple més conegut és una petita còpia romana d'un original hel·lenístic trobat a Roma. Estava exposada en el Palau Farnese i d'aquesta forma es va afegir a la col·lecció Farnese quan es va adquirir el palau. Va ser traslladada amb aquesta col·lecció a Nàpols el 1802. Llavors se la va considerar perillosament eròtica, al mateix nivell de la pornografia (principalment per estar coberta en part i no despullada del tot com laVenus de Mèdici) i va ser inclosa juntament amb el material d'aquest tipus en el Gabinet Secret.
En 1836, César Famin la va anomenar «estatueta encantadora», però va assenyalar que estava:
| « | ... situada en un saló reservat, on els curiosos només entren sota la supervisió d'un guardià, però ni tan sols aquesta precaució ha evitat que les formes arrodonides que van atorgar a la deessa el nom de Cal·lipígia siguin cobertes amb un tint fosc, que traeix els petons profans que els admiradors fanàtics imprimeixen allà cada dia. Nosaltres mateixos vam saber d'un jove turista alemany pres d'una boja passió per aquest voluptuós marbre, i la commiseració que inspirava el seu estat mental allunyava tota idea de ridícul. | » |

Actualment s'exhibeix en el Museu Arqueològic Nacional de Nàpols.

## Còpies modernes
Una còpia en marbre de Jean-Jacques Clérion (1686) va ser enviada a Versalles. Una altra còpia va ser executada per François Barois durant la seva estada a l'Acadèmia Francesa de Roma (1683–86). Va ser enviada al Palau de Versalles, i després a Marly-le-Roi el 1695, on Jean Thierry li va afegir més robes en marbre per no ofendre el gust cada vegada més pudorós de l'època. Va romandre a Marly fins a la Revolució, quan va acabar arribant al Jardí de les Teuleries.
August II el Fort en va encarregar una còpia, que va ser realitzada per Pierre de l'Estache a Roma entre 1722 i 1723, per al Großer Garten de Dresden, però va ser destruïda el 1945.

## Apreciació moderna
La identificació del segle xix va ser popularitzada en el xx per les lletres del cantant i compositor francès Georges Brassens, i també especialment per un fragment de la Fontaine que parafraseja el relat d'Ateneu i finalitzava:
| «                                                                          | Je ne sais pas à quelle intention; Mais c'eût été le temple de la Grèce Pour qui j'eusse eu plus de dévotion. | ‘No sé què pretenien, Però aquest fou el temple de Grècia Pel qual vaig professar la major devoció.’ | » |
| — Jean de La Fontaine, Contes et nouvelles en vers, «Conte tiré d'Athénée» | | |   |

Si bé amb una visió frontal, Frederic Leighton es va inspirar en la posició del cos d'aquesta Venus per a la seva pintura El bany de Psique.